# La Chapelle-en-Lafaye
 La Chapelle-en-Lafaye  es una población y comuna francesa, situada en la región de Auvernia-Ródano-Alpes, departamento de Loira, en el distrito de Montbrison y cantón de Saint-Jean-Soleymieux.

## Demografía
| 167 | 122 | 116 | 103 | 101 | 108 |
| Para los censos de 1962 a 1999 la población legal corresponde a la población sin duplicidades (Fuente: INSEE [Consultar]) |     |     |     |     |     |